# Area metropolitana dell'Alta Slesia

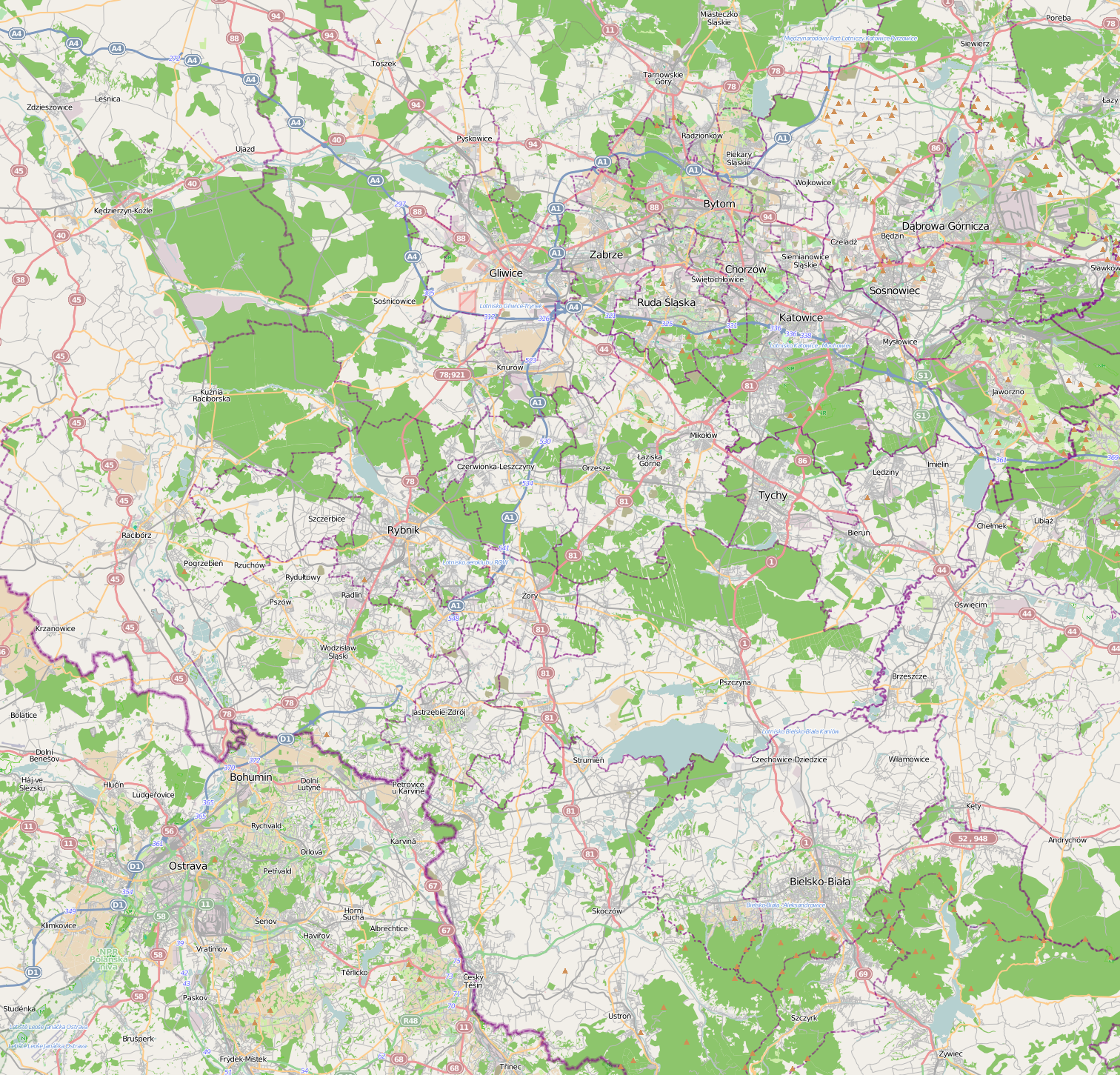
Mappa dell'Area metropolitana dell'Alta Slesia.

L'area metropolitana dell'Alta Slesia è un'area metropolitana del sud della Polonia e del nord-est della Repubblica Ceca, concentrata attorno alla città di Katowice e di Ostrava e alla zona d'estrazione di carbone del bacino carbonifero dell'Alta Slesia, nella provincia della Slesia. Con la sua popolazione di circa 5.300.000 abitanti forma, assieme all'area metropolitana di Cracovia e all'area metropolitana di Częstochowa, forma un agglomerato metropolitano di oltre 7.000.000 di persone.

## Geografia
L'area metropolitana si estende per tre unità amministrative diverse: nella regione di Moravia-Slesia, in Repubblica Ceca, nel Voivodato di Slesia, in Polonia, e nel Voivodato della Piccola Polonia, in Polonia.

## Statistiche

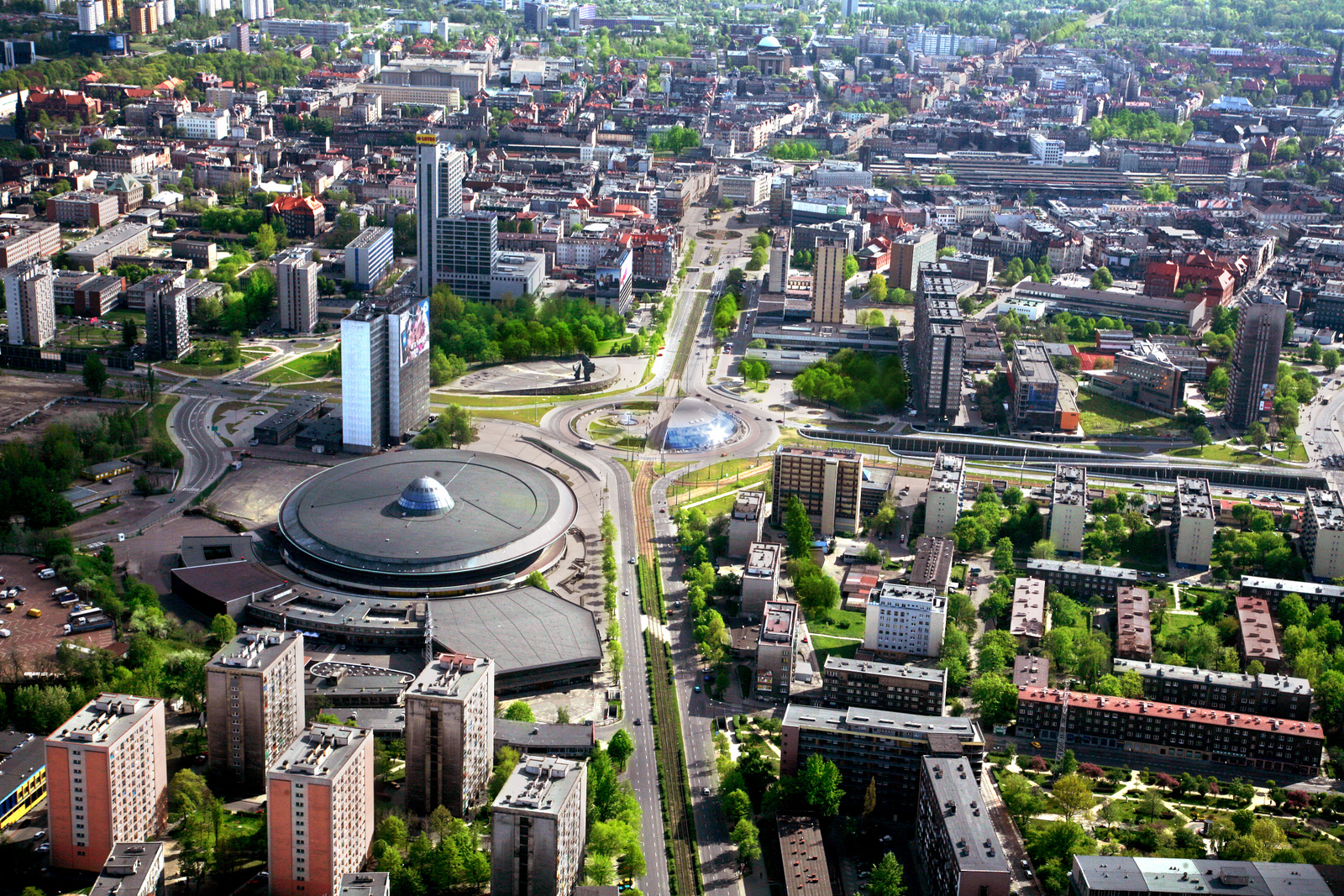
La città di Katowice, nel voivodato di Slesia, in Polonia, è la città più grande dell'area metropolitana dell'Alta Slesia

Secondo i risultati degli studi svolti dalla Polish Scientific Publisher (PWN), l'area metropolitana copre una superficie di 5.400km², di cui 4.500km² (83,33%) si sviluppano in territorio polacco e 900km² (16,67%) in territorio ceco. Ha un totale di 5.294.000 abitanti.
L'area metropolitana si compone di 4 conglomerati urbani definiti come Aree Urbane Funzionali (FUA), ognuna delle quali a sua volta viene definita come Area Urbana Morfologica (MUA)
. Queste aree sono:
- Katowice FUA: 3.029.000 abitanti.
- Bielsko-Biała FUA e Cieszyn FUA: 647.000 (584.000 + 63.000) abitanti.
- Rybnik FUA, Wodzisław Śląski e Racibórz FUA: 634.000 (526.000 + 109.000) abitanti.
- Ostrava FUA: 983.000 abitanti.

## Economia
Storicamente, la maggior parte dell'area si caratterizza per l'industria pesante già dall'epoca industriale del XIX e XX secolo. Oltre al carbone, l'Alta Slesia ha un gran numero di risorse naturali, come il metano, il cadmio, l'argento, lo zinco, il piombo e, più recentemente, l'elio.
Il carbone si estrae a una profondità di 1000 metri e comprende una riserva totale di 70.000.000.000 di tonnellate.